# Diálogo entre civilizaciones

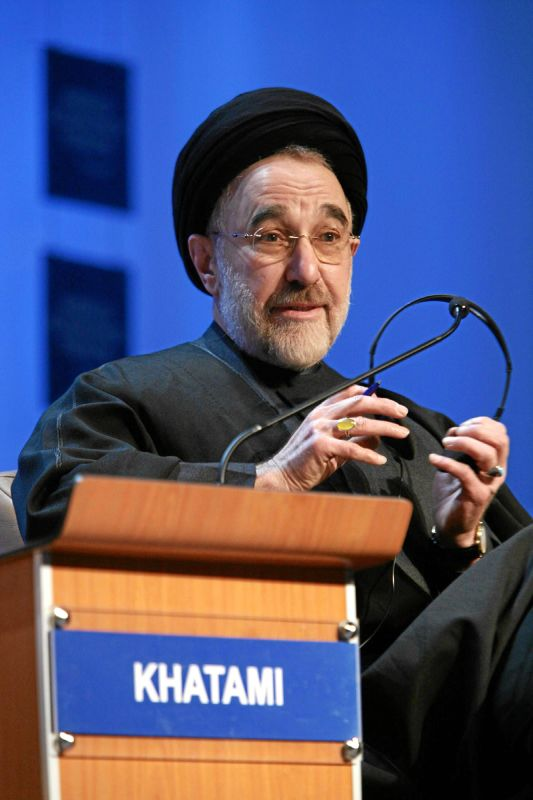
Mohammad Khatami, Presidente reformista de Irán (1997–2005), introdujo la teoría del Diálogo entre Civilizaciones como respuesta a las teorías de Huntington.

El Diálogo entre civilizaciones es una teoría en Relaciones internacionales.

## Historia
Fue formulada por primera vez por Mohammad Jatamí, presidente de Irán, quien introdujo la idea en contraposición a la teoría del Choque de civilizaciones de Samuel P. Huntington. El presidente iraní propuso la idea en una entrevista realizada por la CNN el 7 de enero de 1998.
El término cobró fama después de que la ONU adoptara una resolución con ese nombre para promulgar 2001 como año del diálogo entre civilizaciones.
Actualmente hay varias organizaciones internacionales directa o indirectamente implicadas en el apoyo al término, como la Foundation for Dialogue among Civilizations, Alianza de civilizaciones, Centre for Dialogue y el Institute for Interreligious Dialogue.
Diálogo entre civilizaciones (en el original persa, گفتگوی تمدن‌ها) es el título del libro en que Mohammad Jatamí desarrolla su idea. 